# Christian Wood
Pour les articles homonymes, voir Christian et Wood.
Christian Marquise Wood, né le 27 septembre 1995 à Long Beach en Californie, est un joueur américain de basket-ball évoluant aux postes d'ailier fort et pivot.

## Biographie

### Carrière universitaire
Entre 2013 et 2015, il joue pour les Rebels d'UNLV à l'université du Nevada (Las Vegas).
Le 23 avril 2015, après deux années universitaires, il annonce sa candidature à la draft 2015 de la NBA.

### Carrière professionnelle

#### 76ers de Philadelphie (2015-2016)
Le 25 juin 2015, il n'est pas sélectionné lors de la draft 2015 de la NBA.
Le 14 septembre 2015, il signe un contrat avec les 76ers de Philadelphie.
Entre le 1er décembre 2015 et le 4 janvier 2016, il est envoyé plusieurs fois en G-League chez les 87ers du Delaware.
Le 4 janvier 2016, les 76ers se séparent de Wood qui devient agent libre.
Le 4 mars 2016, il signe un contrat de dix jours avec les 76ers. Le 7 mars, les 76ers mettent fin au contrat.
Le 27 mars 2016, il signe un nouveau contrat avec les 76ers.
Le 1er juillet 2016, il devient agent libre.

#### Hornets de Charlotte (2016-2017)
Le 14 juillet 2016, il signe un contrat avec les Hornets de Charlotte.
Entre le 17 novembre 2016 et le 20 janvier 2017, il est envoyé plusieurs fois en G-League chez le Swarm de Greensboro.
Le 1er juillet 2017, il devient agent libre.

#### 87ers du Delaware (2017-2018)
Il passe la saison 2017-2018 en G-League chez les 87ers du Delaware.

#### Bucks de Milwaukee (2018-mars 2019)
Le 21 septembre 2018, il signe un contrat avec les Bucks de Milwaukee.
Entre le 13 novembre 2018 et le 17 mars 2019, il est envoyé plusieurs fois en G-League chez le Herd du Wisconsin.
Le 18 mars 2019, les Bucks se séparent de Wood.

#### Pelicans de La Nouvelle-Orléans (mars-juil. 2019)
Le 20 mars 2019, il rejoint les Pelicans de La Nouvelle-Orléans pour la fin de la saison NBA 2018-2019.
Le 15 juillet 2019, les Pelicans se séparent de Wood.

#### Pistons de Détroit (2019-2020)
Le 17 juillet 2019, il rejoint les Pistons de Détroit.
Le 14 mars 2020, il est testé positif au COVID-19.

#### Rockets de Houston (2020-2022)
À l'intersaison 2020, il signe avec les Rockets de Houston pour 41 millions de dollars et trois ans.

#### Mavericks de Dallas (2022-2023)
En juin 2022, Christian Wood est envoyé vers les Mavericks de Dallas contre Boban Marjanović, Marquese Chriss, Trey Burke, Sterling Brown et le 26e choix de la draft 2022.

#### Lakers de Los Angeles (2023-février 2025)
Le 5 septembre 2023, Wood signe avec les Lakers de Los Angeles pour 5,7 millions de dollars sur deux ans,. Le 11 février 2025, il est coupé par les Lakers, voulant faire de la place pour l'arrivée d'Alex Len.

## Clubs successifs
- 2013-2015 :  Rebels d'UNLV (NCAA).
- 2015-2016 :  76ers de Philadelphie (NBA).
- 2016-2017 :  Hornets de Charlotte (NBA).
- 2017-2018 :  87ers du Delaware (G League).
- 2018-2019 :
  -  Bucks de Milwaukee (NBA).
  -  Pelicans de La Nouvelle-Orléans (NBA).
- 2019-2020 :  Pistons de Détroit (NBA).
- 2020-2022 :  Rockets de Houston (NBA).
- 2022-2023 :  Mavericks de Dallas (NBA).
- 2023-février 2025 :  Lakers de Los Angeles (NBA).

## Palmarès
- Vainqueur du NBA In-Season Tournament 2023.
- Second-team All NBA G League (2018)
- Second-team All-MWC (2015)

## Statistiques
Légende : gras = ses meilleures performances

### Universitaires
Les statistiques de Christian Wood en matchs universitaires sont les suivantes :
| Saison    | Équipe   | Matchs | Titul. | Min./m | % Tir | % 3pts | % LF | Rbds/m. | Pass/m. | Int/m. | Ctr/m. | Pts/m. |
| --------- | -------- | ------ | ------ | ------ | ----- | ------ | ---- | ------- | ------- | ------ | ------ | ------ |
| 2013-2014 | UNLV     | 30     | 2      | 13,0   | 41,0  | 22,0   | 80,0 | 3,23    | 0,33    | 0,33   | 0,97   | 4,50   |
| 2014-2015 | UNLV     | 33     | 32     | 32,7   | 49,7  | 28,4   | 73,6 | 9,97    | 1,30    | 0,33   | 2,73   | 15,73  |
| Carrière  | Carrière | 63     | 34     | 23,3   | 47,7  | 26,1   | 74,7 | 6,76    | 0,84    | 0,33   | 1,89   | 10,38  |

### Professionnelles
| Saison    | Équipe           | Matchs | Titul. | Min./m | % Tir | % 3pts | % LF | Rbds/m. | Pass/m. | Int/m. | Ctr/m. | Pts/m. |
| --------- | ---------------- | ------ | ------ | ------ | ----- | ------ | ---- | ------- | ------- | ------ | ------ | ------ |
| 2015-2016 | Philadelphie     | 17     | 0      | 8,5    | 41,5  | 36,4   | 61,9 | 2,24    | 0,18    | 0,29   | 0,41   | 3,59   |
| 2016-2017 | Charlotte        | 13     | 0      | 8,2    | 52,2  | 0,0    | 73,3 | 2,23    | 0,15    | 0,23   | 0,46   | 2,69   |
| 2018-2019 | Milwaukee        | 13     | 0      | 4,7    | 48,0  | 60,0   | 66,7 | 1,54    | 0,15    | 0,00   | 0,00   | 2,85   |
| 2018-2019 | Nouvelle-Orléans | 8      | 2      | 23,6   | 53,3  | 28,6   | 75,6 | 7,88    | 0,75    | 0,88   | 1,25   | 16,88  |
| 2019-2020 | Détroit          | 62     | 12     | 21,4   | 56,7  | 38,6   | 74,4 | 6,29    | 0,97    | 0,55   | 0,87   | 13,06  |
| 2020-2021 | Houston          | 41     | 41     | 32,4   | 51,4  | 37,4   | 63,1 | 9,63    | 1,73    | 1,20   | 1,17   | 20,97  |
| 2021-2022 | Houston          | 68     | 67     | 30,8   | 50,1  | 39,0   | 62,3 | 10,09   | 2,28    | 0,79   | 0,96   | 17,91  |
| 2022-2023 | Dallas           | 67     | 17     | 25,9   | 51,5  | 37,6   | 77,2 | 7,33    | 1,81    | 0,45   | 1,07   | 16,63  |
| Carrière  | Carrière         | 289    | 139    | 24,2   | 51,8  | 37,9   | 69,3 | 7,31    | 1,45    | 0,58   | 0,91   | 14,78  |

## Records sur une rencontre en NBA
Les records personnels de Christian Wood en NBA sont les suivants, :
| Type de statistique        | Saison régulière | Saison régulière            | Saison régulière |
| Type de statistique        | Record           | Adversaire                  | Date             |
| -------------------------- | ---------------- | --------------------------- | ---------------- |
| Points                     | 39               | Wizards de Washington       | 21 mars 2022     |
| Paniers marqués            | 14               | 3 fois                      | 3 fois           |
| Paniers tentés             | 24               | Jazz de l'Utah              | 7 mars 2020      |
| Paniers à 3 points réussis | 8                | Wizards de Washington       | 21 mars 2022     |
| Paniers à 3 points tentés  | 13               | @ Cavaliers de Cleveland    | 17 décembre 2022 |
| Lancers francs réussis     | 10               | @ Nets de Brooklyn          | 29 janvier 2020  |
| Lancers francs tentés      | 14               | 2 fois                      | 2 fois           |
| Rebonds offensifs          | 6                | 5 fois                      | 5 fois           |
| Rebonds défensifs          | 18               | Thunder d'Oklahoma City     | 29 novembre 2021 |
| Rebonds totaux             | 21               | Thunder d'Oklahoma City     | 29 novembre 2021 |
| Passes décisives           | 7                | Pacers de l'Indiana         | 18 mars 2022     |
| Interceptions              | 4                | 2 fois                      | 2 fois           |
| Contres                    | 6                | Hawks d'Atlanta             | 26 mars 2019     |
| Balles perdues             | 6                | 4 fois                      | 4 fois           |
| Minutes jouées             | 44               | @ Trail Blazers de Portland | 26 décembre 2020 |

- Double-double : 78
- Triple-double : 0

Dernière mise à jour : 1er novembre 2023

## Salaires
Les gains de Christian Wood en carrière sont les suivants :
| Saison      | Équipe                          | Salaire      |
| ----------- | ------------------------------- | ------------ |
| 2015-2016   | 76ers de Philadelphie           | 305 789 $    |
| 2016-2017   | Hornets de Charlotte            | 874 636 $    |
| 2018-2019   | Pelicans de La Nouvelle-Orléans | 1 512 601 $  |
| 2019-2020   | Pistons de Détroit              | 1 645 357 $  |
| 2020-2021   | Rockets de Houston              | 13 015 874 $ |
| 2021-2022   | Rockets de Houston              | 13 666 667 $ |
| 2022-2023   | Mavericks de Dallas             | 14 317 459 $ |
| Total Gains | Total Gains                     | 45 338 383 $ |
| 2023-2024   | Lakers de Los Angeles           | 2 709 849 $  |
| 2024-2025   | Lakers de Los Angeles           | 3 036 040 $  |

- italique : option d'équipe